# L. Marcus
L. Marcus war ein britischer Automobilhersteller, der von 1919 bis 1920 in Golders Green bei London tätig war.
Das einzige Modell war ein Cyclecar. Es verfügte über einen vorne quer montierten, luftgekühlten V2-Motor und Riemenantrieb. Der Neupreis betrug 100 Pfund Sterling.